# Phalaenopsis 'Golden Peoker'
Golden Peoker est un cultivar hybride artificiel d'orchidées, du genre Phalaenopsis.
C'est une mutation génétique spontanée de l'un de ses clones (Phal. 'Golden Peoker Ever-spring') qui est à l'origine des hybrides de type « Arlequin » qui ont la particularité d'avoir une coloration des fleurs tachetée et une répartition non uniforme de ces taches selon les fleurs d'une même inflorescence. D'autres clones de 'Golden Peoker' ont été obtenus depuis et présentent également cette caractéristique.

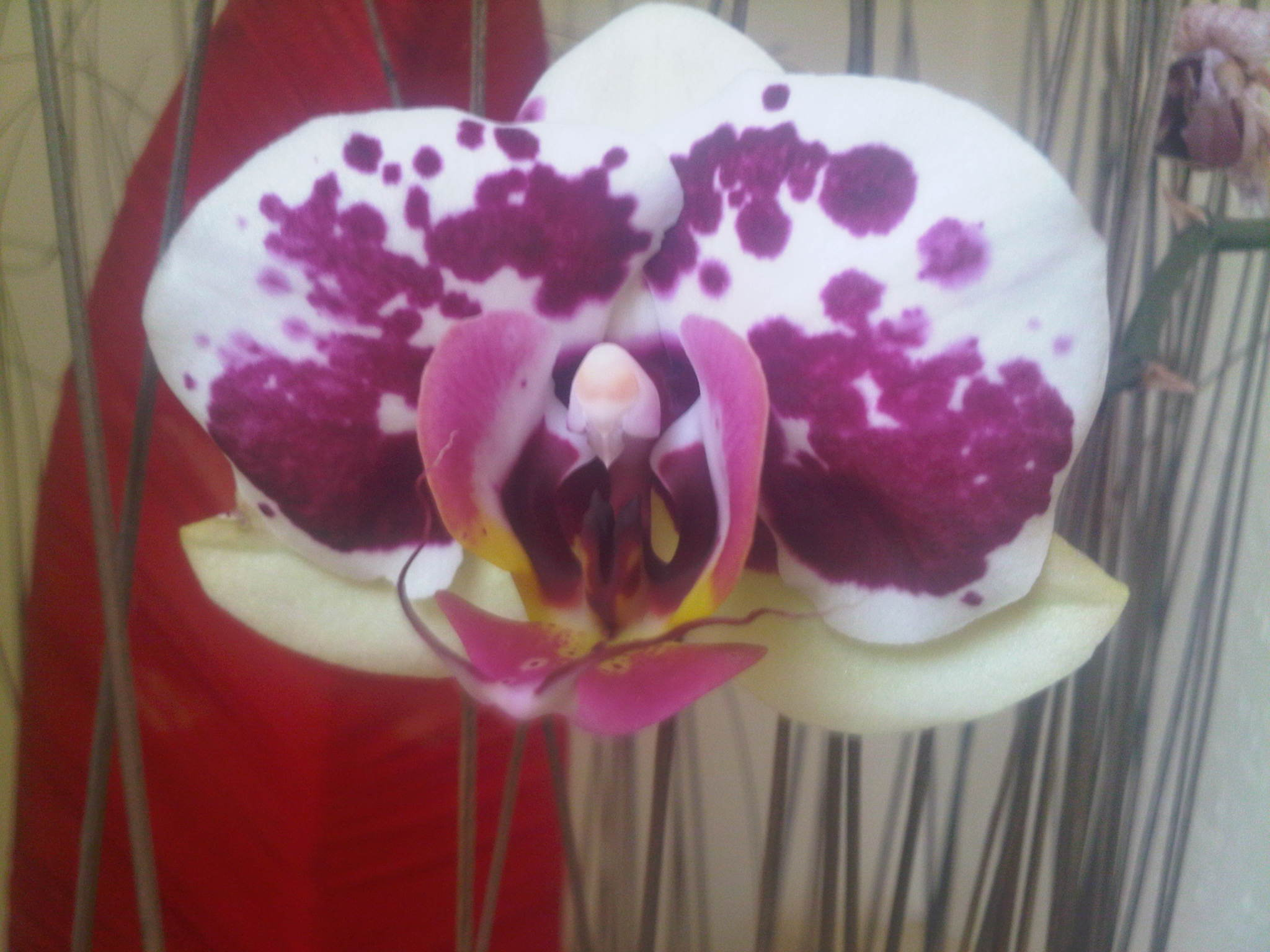
Hybride de type « Arlequin ».

## Parenté
Phal. 'Golden Peoker' = Phalaenopsis 'Misty Green' × Phalaenopsis 'Liu Tuen-Shen'.

## Descendance
- Phalaenopsis 'Ever-spring King' = Phalaenopsis 'Chih Shang's Stripes' × Phal. 'Golden Poeker'
- Phalaenopsis 'Ever-spring Light' = Phalaenopsis 'Ever-Spring Star' × Phal. 'Golden Poeker'
- Doritaenopsis 'Ever Spring Prince' = Phal. 'Golden Poeker' × Doritis 'Taisuco Beauty'
- Phalaenopsis 'Ever Spring Fairy' = Phalaenopsis 'Taisuco KochdianTaisuco Kochdian' × Phal. 'Golden Poeker'

## Cultivars
- Phal. 'Golden Peoker Brother'
- Phal. 'Golden Peoker Ever-spring'
- Phal. 'Golden Peoker S.J.'
- Phal. 'Golden Peoker Nan Cho'
- Phal. 'Golden Peoker B.L.'